# Невинномысская (станция)
Невинномы́сская — железнодорожная станция Минераловодского региона Северо-Кавказской железной дороги, находящаяся в городе Невинномысске Ставропольского края.
На станции имеют остановку все проходящие пригородные поезда и поезда дальнего следования.

## Пассажирское сообщение по станции
Поезда дальнего следования — Адлер, Анапа, Владикавказ, Грозный, Екатеринбург, Кисловодск, Краснодар, Махачкала, Москва-Казанская, Москва-Павелецкая, Назрань, Нальчик, Новокузнецк, Новороссийск, Орск, Ростов-на-Дону, Санкт-Петербург, Симферополь, Тында.
Пригородное сообщение — Кавказская, Краснодар, Минеральные Воды, Черкесск.
По состоянию на июнь 2024 года по станции курсируют следующие поезда пригородного сообщения:
| Пригородное сообщение | Пригородное сообщение         | Пригородное сообщение | Пригородное сообщение             |
| № поезда              | Маршрут движения              | № поезда              | Маршрут движения                  |
| --------------------- | ----------------------------- | --------------------- | --------------------------------- |
| -                     | -                             | 6226/6818             | Кавказская — Невинномысская       |
| 6329/6331/6339        | Минеральные Воды — Краснодар  | 6340/6338/6334        | Краснодар — Минеральные Воды      |
| -                     | -                             | 6830                  | Невинномысская — Минеральные Воды |
| 6821                  | Невинномысская — Черкесск     | 6822                  | Черкесск — Невинномысская         |
| 6823                  | Невинномысская — Черкесск     | 6824                  | Черкесск — Невинномысская         |
| 6833/6219             | Минеральные Воды — Кавказская | -                     | -                                 |

По состоянию на июнь 2024 года по станции курсируют следующие поезда дальнего следования:
| Дальнее следование               | Дальнее следование               | Дальнее следование               | Дальнее следование               |
| № поезда                         | Маршрут движения                 | № поезда                         | Маршрут движения                 |
| Круглогодичное обращение поездов | Круглогодичное обращение поездов | Круглогодичное обращение поездов | Круглогодичное обращение поездов |
| -------------------------------- | -------------------------------- | -------------------------------- | -------------------------------- |
| 3 «Кавказ» 2-этажный             | Кисловодск — Москва              | 4 «Кавказ» 2-этажный             | Москва — Кисловодск              |
| 33 «Осетия»                      | Владикавказ — Москва             | 34 «Осетия»                      | Москва — Владикавказ             |
| 49                               | Кисловодск — Санкт-Петербург     | 50                               | Санкт-Петербург — Кисловодск     |
| 59                               | Кисловодск — Новокузнецк         | 60                               | Новокузнецк — Кисловодск         |
| 61 «Эльбрус»                     | Нальчик — Москва                 | 62 «Эльбрус»                     | Москва — Нальчик                 |
| 97                               | Кисловодск — Тында               | 98                               | Тында — Кисловодск               |
| 111                              | Кисловодск — Орск                | 112                              | Орск — Кисловодск                |
| 135                              | Махачкала — Санкт-Петербург      | 136                              | Санкт-Петербург — Махачкала      |
| 143                              | Кисловодск — Москва              | 144                              | Москва — Кисловодск              |
| 145 «Ингушетия»                  | Назрань — Москва                 | 146 «Ингушетия»                  | Москва — Назрань                 |
| 237                              | Кисловодск — Нижний Новгород     | 238                              | Нижний Новгород — Кисловодск     |
| 255                              | Кисловодск — Екатеринбург        | 256                              | Екатеринбург — Кисловодск        |
| 261                              | Махачкала — Ростов-на-Дону       | 262                              | Ростов-на-Дону — Махачкала       |
| 367                              | Кисловодск — Киров               | 368                              | Киров — Кисловодск               |
| 381                              | Грозный — Москва                 | 382                              | Москва — Грозный                 |
| 425 «Таврия»                     | Кисловодск — Симферополь         | 426 «Таврия»                     | Симферополь — Кисловодск         |
| 617                              | Владикавказ — Новороссийск       | 618                              | Новороссийск — Владикавказ       |
| 629                              | Владикавказ — Адлер              | 630                              | Адлер — Владикавказ              |
| 809 «Ласточка»                   | Кисловодск — Ростов-на-Дону      | 810 «Ласточка»                   | Ростов-на-Дону — Кисловодск      |
| 809/817 «Ласточка»               | Кисловодск — Краснодар           | 818 «Ласточка»                   | Краснодар — Кисловодск           |
| Сезонное обращение поездов       |                                  |                                  |                                  |
| 251                              | Владикавказ — Санкт-Петербург    | 252                              | Санкт-Петербург — Владикавказ    |
| 253                              | Кисловодск — Ростов-на-Дону      | 254                              | Ростов-на-Дону — Кисловодск      |
| 265                              | Кисловодск — Тюмень              | 266                              | Тюмень — Кисловодск              |
| 643 «Фирменный»                  | Кисловодск — Адлер               | 644 «Фирменный»                  | Адлер — Кисловодск               |
| 657                              | Владикавказ — Анапа              | 658                              | Анапа — Владикавказ              |